# هلیکونیا (انتیوکیا)
هلیکونیا (انگلیسی: Heliconia, Antioquia) یک منطقه مسکونی در کشور کلمبیا است.